# Partido Unidad Popular
El Partido Unidad Popular es un partido político con registro local en el estado de Oaxaca. El partido surgió como resultado de la agrupación de cerca de 10 mil indígenas triquis, mixtecos y zapotecos que buscaron incorporarse en las elecciones del 2004.En este momento, el PUP además se integró con liderazgos y facciones de la Coalición Obrero Campesina Estudiantil del Istmo (COCEI), la Nueva Izquierda de Oaxaca (Nioax) y el Frente Oaxaqueño Indígena Binacional (FIOB), además de viejos liderazgos del PRD.Lograron su registro como resultado de una sentencia del Tribunal Electoral del Estado de Oaxaca el 10 de noviembre de 2003 pues en un principio se les había negado su solicitud.
El partido no logró alcanzar las expectativas que depositaron en él sus liderazgos y obtuvo registrados pobres en las elecciones que participó en solitario. En las primeras elecciones que participó en solitario, en 2004, causó controversia pues estuvo en el centro de acusaciones de división de votos de la izquierda electoral como resultado de su participación, pues los votos que obtuvo facilitaron la victoria de Ulises Ruiz.
En las elecciones estatales del 2022 el partido formó parte de la coalición que llevó a Salomón Jara a la victoria. No obstante, solamente obtuvo 2.8% de los votos, lo que sería menor que el 3% requerido a nivel federal para el mantenimiento de su registro.A pesar de eso, logró conservarlo como resultado de una resolución del tribunal electoral local.

## Resultados

### Gubernatura
|  | 4.00 % |

|  | 3.34 % |

|  | 2.59 % |

|  | 2.80 % |

|  | 60.56 % |

### Congreso del Estado
|  | 5.02 % |

|  | 3.26 % |

|  | 3.87 % |

|  | 6.82 % |

|  | 3.08 % |

|  | 3.03 % |

|  | 2.60 % |

|  | 2.28 % |

### Ayuntamientos
|  | 2.08 % |

|  | 1.01 % |

|  | 4.64 % |

|  | 7.20 % |

|  | 2.88 % |

|  | 3.99 % |

|  | 3.23 % |

|  | 2.50 % |